# Wereldkampioenschappen kunstschaatsen 1994
De Wereldkampioenschappen kunstschaatsen is een evenement dat georganiseerd wordt door de Internationale Schaatsunie.
Het WK toernooi van 1994 vond plaats in Chiba. Het was voor de derde keer dat de Wereldkampioenschappen Kunstschaatsen in Japan werden gehouden, in 1977 en 1985 vonden ze in Tokio plaats.
Voor de mannen was het de 84e editie, voor de vrouwen de 74e editie, voor de paren de 72e editie, en voor de ijsdansers de 42e editie.

## Historie
De Duitse en Oostenrijkse schaatsbond, verenigd in de "Deutscher und Österreichischer Eislaufverband", organiseerden zowel het eerste EK Schaatsen voor mannen als het eerste EK Kunstrijden voor mannen in 1891 in Hamburg, Duitsland, nog voor het ISU in 1892 werd opgericht. De internationale schaatsbond nam in 1892 de organisatie van het EK Kunstrijden over. In 1895 werd besloten voortaan de Wereldkampioenschappen kunstschaatsen te organiseren en kwam het EK te vervallen. In 1896 vond de eerste editie voor de mannen plaats. Vanaf 1898 vond toch weer een herstart plaats van het EK Kunstrijden.
In 1906, tien jaar na het eerste WK voor de mannen, werd het eerste WK voor de vrouwen georganiseerd en twee jaar later, in 1908, vond het eerste WK voor de paren plaats. In 1952 werd de vierde discipline, het WK voor de ijsdansers, eraan toegevoegd.
Er werden geen kampioenschappen gehouden tijdens en direct na de Eerste Wereldoorlog (1915-1921) en tijdens en direct na de Tweede Wereldoorlog (1940-1946) en in 1961 vanwege de Sabena vlucht 548 vliegtuigramp op 15 februari op Zaventem waarbij alle passagiers, waaronder de voltallige Amerikaanse delegatie voor het WK kunstrijden op weg naar Praag, om het leven kwamen.

## Deelname
Er namen deelnemers uit 40 landen deel aan deze kampioenschappen. Zij vulden een recordaantal van 143 startplaatsen in. Voor het eerst nam er een deelnemer uit Turkije deel aan het WK Kunstschaatsen, Emrah Polatoglu kwam uit in het mannentoernooi. Er namen geen deelnemers uit Nederland deel.
Voor België nam Alice Sue Claeys voor de derde keer deel bij de vrouwen.
(Tussen haakjes het totaal aantal startplaatsen over de disciplines.)
| Rusland (10) Canada (9) Frankrijk (8) Verenigde Staten (8) Duitsland (7) Oekraïne (7) Japan (6) China (5) | Italië (5) Tsjechië (5) Australië (4) Azerbeidzjan (4) Kazachstan (4) Letland (4) Polen (4) Bulgarije (3) | Estland (3) Finland (3) Hongarije (3) Litouwen (3) Oezbekistan (3) Slowakije (3) Verenigd Koninkrijk (3) Wit-Rusland (3) | Zuid-Afrika (3) Zuid-Korea (3) Griekenland (2) Israël (2) Kroatië (2) Spanje (2) Taiwan (2) Zwitserland (2) | België (1) Denemarken (1) Georgië (1) Joegoslavië (1) Mexico (1) Oostenrijk (1) Roemenië (1) Turkije (1) |

## Medailleverdeling
Bij de mannen veroverde Elvis Stojko de wereldtitel, het was zijn derde medaille, in 1992 werd hij derde en in 1993 tweede. Hij was de vijfde Canadees, in navolging van Donald Jackson (1962), Donald McPherson (1963), Brian Orser (1987) en Kurt Browning (1989, 1990, 1991 en 1993), die wereldkampioen bij de mannen werd. Philippe Candeloro op plaats twee veroverde zijn eerste WK medaille, hij was de vierde Fransman die op het erepodium bij de mannen plaatsnam in navolging van Alain Giletti (3e in 1954, 3e in 1958), Alain Calmat (3e in 1960, 2e in 1963, 1964, 1e in 1965) en Patrick Péra (3e in 1968, 1969 en 2e in 1971). Ook Vyacheslav Zagorodniuk op plaats drie veroverde zijn eerste WK medaille, hij was de tweede Oekraïner die op het podium stond, in 1992 werd Viktor Petrenko wereldkampioen.
Bij de vrouwen veroverde Yuka Sato de wereldtitel. Het was de tweede wereldtitel bij het kunstschaatsen voor Japan, in 1989 werd Midori Ito ook wereldkampioen bij de vrouwen. Het was de vierde medaille in totaal, Emi Watanabe veroverde brons in 1979 en Midori Ito veroverde nog een zilveren medaille in 1990. Surya Bonaly veroverde haar tweede medaille, zij werd net als in 1993 tweede. Tanja Szewczenko  op de derde plaats veroverde haar eerste medaille.
Bij het paarrijden veroverden Yevgenya Shishkova / Vadim Naumov de wereldtitel, was het hun tweede  WK medaille, in 1993 werden zij derde. Isabelle Brasseur / Lloyd Eisler op plaats twee veroverden hun vijfde opeenvolgende WK medaille, in 1993 werden ze wereldkampioen, in 1990, 1991 werden ze  tweede en in 1992 derde. Voor het paar op plaats drie, Marina Eltsova / Andrei Bushkov was het hun eerste WK medaille.
Bij het ijsdansen veroverden Oksana Grishuk / Jevgeni Platov de wereldtitel. Het was hun derde medaille, in 1992 werden zij derde en in 1993  tweede. Sophie Moniotte / Pascal Lavanchy op plaats twee stonden voor de eerste keer op het erepodium, zij waren het derde Franse paar die bij het ijsdansen een medaille veroverden, Christiane Guhel / Jean Paul Guhel (3e in 1960, 2e in 1962) en Isabelle Duchesnay / Paul Duchesnay (3e in 1989, 2e in 1990, 1e in 1991) waren hun voor gegaan. Susanna Rahkamo / Petri Kokko op de derde plaats stonden ook voor de eerste keer op het erepodium. Zij traden hiermee in de voetsporen van hun landgenoten Ludowika Jakobsson-Eilers / Walter Jakobsson die tussen 1910-1922 drie keer wereldkampioen en vier keer tweede werden bij het paarrijden en Markus Nikkanen die in 1933 derde werd bij de mannen. 
| Discipline | Goud ·                            | Zilver ·                          | Brons ·                         |
| ---------- | --------------------------------- | --------------------------------- | ------------------------------- |
| Mannen     | Elvis Stojko                      | Philippe Candeloro                | Vyatsjeslav Zahorodnjoek        |
| Vrouwen    | Yuka Sato                         | Surya Bonaly                      | Tanja Szewczenko                |
| Paren      | Yevgenya Shishkova / Vadim Naumov | Isabelle Brasseur / Lloyd Eisler  | Marina Eltsova / Andrei Bushkov |
| IJsdansen  | Oksana Grishuk / Jevgeni Platov   | Sophie Moniotte / Pascal Lavanchy | Susanna Rahkamo / Petri Kokko   |

## Uitslagen

### Mannen / Vrouwen
| Mannen                 | Mannen                   | Mannen                       | Mannen   | Mannen | Mannen | Mannen |
| #                      | naam                     | land                         | deelname |        |        |        |
| ---------------------- | ------------------------ | ---------------------------- | -------- | ------ | ------ | ------ |
| Goud                   | Elvis Stojko             | Vlag van Canada              | 5        |        |        |        |
| Zilver                 | Philippe Candeloro       | Vlag van Frankrijk           | 4        |        |        |        |
| Brons                  | Viatsjeslav Zahorodnjoek | Vlag van Oekraïne            | 4        |        |        |        |
| 4                      | Alexei Urmanov           | Vlag van Rusland             | 4        |        |        |        |
| 5                      | Eric Millot              | Vlag van Frankrijk           | 3        |        |        |        |
| 6                      | Masakaru Kagiyama        | Vlag van Japan               | 4        |        |        |        |
| 7                      | Scott Davis              | Vlag van Verenigde Staten    | 2        |        |        |        |
| 8                      | Sebastien Britten        | Vlag van Canada              | 1        |        |        |        |
| 9                      | Igor Pasjkevitsj         | Vlag van Rusland             | 2        |        |        |        |
| 10                     | Steven Cousins           | Vlag van Verenigd Koninkrijk | 5        |        |        |        |
| 11                     | Andrejs Vlascenko        | Vlag van Letland             | 1        |        |        |        |
| 12                     | Oleg Tataurov            | Vlag van Rusland             | 2        |        |        |        |
| 13                     | Aren Nielsen             | Vlag van Verenigde Staten    | 1        |        |        |        |
| 14                     | Michael Shmerkin         | Vlag van Israël              | 2        |        |        |        |
| 15                     | Marcus Christensen       | Vlag van Canada              | 2        |        |        |        |
| 16                     | Zsolt Kerekes            | Vlag van Hongarije           | 1        |        |        |        |
| 17                     | Michael Tyllesen         | Vlag van Denemarken          | 3        |        |        |        |
| 18                     | Ronny Winkler            | Vlag van Duitsland           | 4        |        |        |        |
| 19                     | Bessarion Tsintsadze     | Vlag van Georgië             | 2        |        |        |        |
| 20                     | Jung Sung-il             | Vlag van Zuid-Korea          | 6        |        |        |        |
| 21                     | David Liu                | Vlag van Taiwan              | 6        |        |        |        |
| 22                     | Stephen Carr             | Vlag van Australië           | 3 (10)   |        |        |        |
| 23                     | Markus Leminen           | Vlag van Finland             | 1        |        |        |        |
| 24                     | Fumihiro Oikawa          | Vlag van Japan               | 1        |        |        |        |
| Vrije kür niet bereikt |                          |                              |          |        |        |        |
| 25                     | Igor Lutikov             | Vlag van Azerbeidzjan        | 1        |        |        |        |
| 26                     | Alexandre Mouraschko     | Vlag van Wit-Rusland         | 2        |        |        |        |
| 27                     | Dino Quattrocecere       | Vlag van Zuid-Afrika         | 3        |        |        |        |
| 28                     | Fabrizio Garattoni       | Vlag van Italië              | 2        |        |        |        |
| 29                     | Zhang Min                | Vlag van China               | 1        |        |        |        |
| 30                     | Ratislav Vnucko          | Vlag van Slowakije           | 2        |        |        |        |
| 31                     | Emrah Polatoglu          | Vlag van Turkije             | 1        |        |        |        |
| 32                     | Tomislav Cizmesija       | Vlag van Kroatië             | 6        |        |        |        |
| 33                     | Alexandros Kyperos       | Vlag van Griekenland         | 1        |        |        |        |
| 34                     | Cristo Turlakov          | Vlag van Bulgarije           | 1        |        |        |        |
| 35                     | Marius-Cristian Negrea   | Vlag van Roemenië            | 1        |        |        |        |
| 36                     | Cliford Retamar          | Vlag van Spanje              | 1        |        |        |        |
| 37                     | Zbigniew Komorowski      | Vlag van Polen               | 1        |        |        |        |
| 38                     | Margus Hernits           | Vlag van Estland             | 1        |        |        |        |
| 39                     | Yuri Litvinov            | Vlag van Kazachstan          | 1        |        |        |        |
| 40                     | Ricardo Olavarrieta      | Vlag van Mexico              | 3        |        |        |        |
| 41                     | Vaidotas Juraitis        | Vlag van Litouwen            | 1        |        |        |        |

| Vrouwen                | Vrouwen              | Vrouwen                      | Vrouwen  | Vrouwen | Vrouwen | Vrouwen |
| #                      | naam                 | land                         | deelname |         |         |         |
| ---------------------- | -------------------- | ---------------------------- | -------- | ------- | ------- | ------- |
| Goud                   | Yuka Sato            | Vlag van Japan               | 4        |         |         |         |
| Zilver                 | Surya Bonaly         | Vlag van Frankrijk           | 6        |         |         |         |
| Brons                  | Tanja Szewczenko     | Vlag van Duitsland           | 2        |         |         |         |
| 4                      | Marina Kielmann      | Vlag van Duitsland           | 6        |         |         |         |
| 5                      | Josee Chouinard      | Vlag van Canada              | 4        |         |         |         |
| 6                      | Elena Liasjenko      | Vlag van Oekraïne            | 1        |         |         |         |
| 7                      | Marie-Pierre Leray   | Vlag van Frankrijk           | 2        |         |         |         |
| 8                      | Michelle Kwan        | Vlag van Verenigde Staten    | 1        |         |         |         |
| 9                      | Susan Humphreys      | Vlag van Canada              | 1        |         |         |         |
| 10                     | Olga Markova         | Vlag van Rusland             | 1        |         |         |         |
| 11                     | Mila Kajas           | Vlag van Finland             | 4        |         |         |         |
| 12                     | Krisztina Czako      | Vlag van Hongarije           | 3        |         |         |         |
| 13                     | Rena Inoue           | Vlag van Japan               | 1 (2)    |         |         |         |
| 14                     | Nathalie Krieg       | Vlag van Zwitserland         | 3        |         |         |         |
| 15                     | Anna Rechnio         | Vlag van Polen               | 1        |         |         |         |
| 16                     | Lenka Kulovana       | Vlag van Tsjechië            | 3        |         |         |         |
| 17                     | Loedmila Ivanova     | Vlag van Oekraïne            | 1        |         |         |         |
| 18                     | Charlene Von Saher   | Vlag van Verenigd Koninkrijk | 3        |         |         |         |
| 19                     | Alice Sue Claeys     | Vlag van België              | 3        |         |         |         |
| 20                     | Victoria Dimitrova   | Vlag van Bulgarije           | 3        |         |         |         |
| 21                     | Tatiana Malinina     | Vlag van Oezbekistan         | 2        |         |         |         |
| 22                     | Liu Ying             | Vlag van China               | 1        |         |         |         |
| 23                     | Inna Zajets          | Vlag van Oekraïne            | 1        |         |         |         |
| -                      | Chen Lu              | Vlag van China               | 4        | t.z.t.  |         |         |
| Vrije kür niet bereikt |                      |                              |          |         |         |         |
| 25                     | Silvia Fontana       | Vlag van Italië              | 1        |         |         |         |
| 26                     | Marta Andrade        | Vlag van Spanje              | 3        |         |         |         |
| 27                     | Katerina Berankova   | Vlag van Tsjechië            | 1        |         |         |         |
| 28                     | Lily Lyoonjung Lee   | Vlag van Zuid-Korea          | 6        |         |         |         |
| 29                     | Alma Lepina          | Vlag van Letland             | 3        |         |         |         |
| 30                     | Zhao Guona           | Vlag van China               | 1        |         |         |         |
| 31                     | Valentina Gazeleridi | Vlag van Kazachstan          | 1        |         |         |         |
| 32                     | Miriam Manzano       | Vlag van Australië           | 1        |         |         |         |
| 33                     | Sandra Brajdic       | Vlag van Joegoslavië         | 2        |         |         |         |
| 34                     | Nicole Bobek         | Vlag van Verenigde Staten    | 1        |         |         |         |
| 35                     | Laetitia Hubert      | Vlag van Frankrijk           | 4        |         |         |         |
| 36                     | Joelija Vorobjova    | Vlag van Azerbeidzjan        | 3        |         |         |         |
| 37                     | Olga Vassiljeva      | Vlag van Estland             | 3        |         |         |         |
| 38                     | Tamara Panjkret      | Vlag van Kroatië             | 1        |         |         |         |
| 39                     | Ingrida Zenkeviciute | Vlag van Litouwen            | 1        |         |         |         |
| 40                     | Claire Auret         | Vlag van Zuid-Afrika         | 1 (2)    |         |         |         |
| 41                     | Lefki Terzaki        | Vlag van Griekenland         | 1        |         |         |         |
| 42                     | Zaneta Stefanikova   | Vlag van Slowakije           | 1        |         |         |         |

### Paren / IJsdansen
| Goud   | Yevgenya Shishkova Vadim Naumov         | Vlag van Rusland          | 4      |  |
| Zilver | Isabelle Brasseur Lloyd Eisler          | Vlag van Canada           | 7 / 11 |  |
| Brons  | Marina Eltsova Andrei Bushkov           | Vlag van Rusland          | 2      |  |
| 4      | Mandy Wötzel Ingo Steuer                | Vlag van Duitsland        | 4      |  |
| 5      | Radka Kovaříková René Novotný           | Vlag van Tsjechië         | 5 / 9  |  |
| 6      | Jenni Meno Todd Sand                    | Vlag van Verenigde Staten | 4 / 5  |  |
| 7      | Elena Berezhnaya Oleg Sliakhov          | Vlag van Letland          | 2      |  |
| 8      | Maria Petrova Anton Sikharulidze        | Vlag van Rusland          | 1      |  |
| 9      | Peggy Schwarz Alexander König           | Vlag van Duitsland        | 6      |  |
| 10     | Danielle Carr Stephen Carr              | Vlag van Australië        | 10     |  |
| 11     | Kristy Sargeant Kris Wirtz              | Vlag van Canada           | 1/ 2   |  |
| 12     | Kyoko Ina Jason Dungjen                 | Vlag van Verenigde Staten | 1      |  |
| 13     | Natalia Krestianinova Alexei Torchinsky | Vlag van Azerbeidzjan     | 1      |  |
| 14     | Anuschka Glaser Axel Rauschenbach       | Vlag van Duitsland        | 6 / 3  |  |
| 15     | Yukiko Kawasaki Aleksej Tichonov        | Vlag van Japan            | 1      |  |
| 16     | Jamie Salé Jason Turner                 | Vlag van Canada           | 1      |  |
| 17     | Karen Courtland Todd Reynolds           | Vlag van Verenigde Staten | 1      |  |
| 18     | Marina Khalturina Andrei Krukov         | Vlag van Kazachstan       | 1      |  |
| 19     | Lyne Haddad Sylvain Privé               | Vlag van Frankrijk        | 2      |  |
| 20     | Elena Beloesovskaja Igor Maljar         | Vlag van Oekraïne         | 1      |  |
| 21     | Shen Xue Zhao Hongbo                    | Vlag van China            | 1      |  |
| 22     | Marta Gluchowska Mariusz Siudek         | Vlag van Polen            | 1 / 2  |  |
| 23     | Marte Andrella Dmitri Kaploun           | Vlag van Italië           | 1      |  |
| 24     | Elena Grigoreva Sergei Sheiko           | Vlag van Wit-Rusland      | 2      |  |

| IJsdansen              | IJsdansen                               | IJsdansen                    | IJsdansen | IJsdansen | IJsdansen | IJsdansen |
| #                      | naam                                    | land                         | deelname  |           |           |           |
| ---------------------- | --------------------------------------- | ---------------------------- | --------- | --------- | --------- | --------- |
| Goud                   | Oksana Grishuk Jevgeni Platov           | Vlag van Rusland             | 5 / 6     |           |           |           |
| Zilver                 | Sophie Moniotte Pascal Lavanchy         | Vlag van Frankrijk           | 3         |           |           |           |
| Brons                  | Susanna Rahkamo Petri Kokko             | Vlag van Finland             | 8         |           |           |           |
| 4                      | Irina Romanova Igor Jarosjenko          | Vlag van Oekraïne            | 2         |           |           |           |
| 5                      | Tatjana Navka Samuel Gezolian           | Vlag van Wit-Rusland         | 2         |           |           |           |
| 6                      | Shae-Lynn Bourne Victor Kraatz          | Vlag van Canada              | 2         |           |           |           |
| 7                      | Jennifer Goolsbee Hendryk Schamberger   | Vlag van Duitsland           | 4 / 8     |           |           |           |
| 8                      | Katerina Mrazova Martin Simecek         | Vlag van Tsjechië            | 4 / 5     |           |           |           |
| 9                      | Margarita Drobiazko Povilas Vanagas     | Vlag van Litouwen            | 3         |           |           |           |
| 10                     | Marina Anissina Gwendal Peizerat        | Vlag van Frankrijk           | 1         |           |           |           |
| 11                     | Aliki Stergiadu Jurijs Razgouliajev     | Vlag van Oezbekistan         | 3         |           |           |           |
| 12                     | Elizabeth Punsalan Jerod Swallow        | Vlag van Verenigde Staten    | 2         |           |           |           |
| 13                     | Irina Lobecheva Ilia Averbukh           | Vlag van Rusland             | 1         |           |           |           |
| 14                     | Elizaveta Stekolnikova Dmitri Kazarliga | Vlag van Kazachstan          | 2         |           |           |           |
| 15                     | Diane Gerencser Alexander Stanislav     | Vlag van Zwitserland         | 5 / 2     |           |           |           |
| 16                     | Marika Humphreys Justin Lanning         | Vlag van Verenigd Koninkrijk | 2         |           |           |           |
| 17                     | Barbara Fusar-Poli Alberto Reani        | Vlag van Italië              | 2         |           |           |           |
| 18                     | Olena Hroesjyna Roeslan Hontsjarov      | Vlag van Oekraïne            | 1         |           |           |           |
| 19                     | Radmilla Chrobokova Milan Brzy          | Vlag van Tsjechië            | 2 / 3     |           |           |           |
| 20                     | Angelika Fuhring Peter Wilczek          | Vlag van Oostenrijk          | 2         |           |           |           |
| 21                     | Olga Pershankova Nikolai Morozov        | Vlag van Azerbeidzjan        | 1         |           |           |           |
| 22                     | Laura Bonardi Allessandro Reani         | Vlag van Italië              | 1         |           |           |           |
| 23                     | Sylwia Nowak Sebastian Kolasiński       | Vlag van Polen               | 1         |           |           |           |
| 24                     | Nakako Tsuzuki Kazu Nakamura            | Vlag van Japan               | 1         |           |           |           |
| Vrije kür niet bereikt |                                         |                              |           |           |           |           |
| 25                     | Viera Poracova Pavel Porac              | Vlag van Slowakije           | 1         |           |           |           |
| 26                     | Albena Denkova Hristo Nikolov           | Vlag van Bulgarije           | 3 / 4     |           |           |           |
| 27                     | Galit Chait Maxim Sevostianov           | Vlag van Israël              | 1         |           |           |           |
| 28                     | Anastasia Grebenkina Erik Samovich      | Vlag van Letland             | 1 / 2     |           |           |           |
| 29                     | Anna Mosenkova Dmitri Kurakin           | Vlag van Estland             | 1         |           |           |           |
| 30                     | Yuh-Shen Lai Wei-Wen Lai                | Vlag van Taiwan              | 1         |           |           |           |
| 31                     | Park Yun-hee Ryu Jong-hyun              | Vlag van Zuid-Korea          | 1         |           |           |           |
| 32                     | Dinara Nurdbaeva Muslim Settarov        | Vlag van Oezbekistan         | 1         |           |           |           |
| 33                     | Christine Seydel Duncan Smart           | Vlag van Australië           | 1 / 5     |           |           |           |
| 34                     | Fiona Kirk Clinton King                 | Vlag van Zuid-Afrika         | 2         |           |           |           |
| -                      | Noemi Vedres Endre Szentirmai           | Vlag van Hongarije           | 2         | t.z.t.    |           |           |
| -                      | Angelika Krylova Vladimir Fedorov       | Vlag van Rusland             | 2         | t.z.t.    |           |           |